# Buffalo (Oklahoma)
Buffalo is een plaats (town) in de Amerikaanse staat Oklahoma, en valt bestuurlijk gezien onder Harper County.

## Demografie
Bij de volkstelling in 2000 werd het aantal inwoners vastgesteld op 1200.
In 2006 is het aantal inwoners door het United States Census Bureau geschat op 1111, een daling van 89 (-7,4%).

## Geografie
Volgens het United States Census Bureau beslaat de plaats een oppervlakte van
2,1 km², geheel bestaande uit land. Buffalo ligt op ongeveer 553 m boven zeeniveau.

## Plaatsen in de nabije omgeving
De onderstaande figuur toont nabijgelegen plaatsen in een straal van 36 km rond Buffalo.